# Орсато, Серторио
Граф Серторио Орсато (итал. Sertorio Orsato; 1617—1678) — итальянский историк, философ, филолог, поэт.

## Биография
Представитель одной из самых знаменитых семей в городе Падуя.
Усердно изучал предметы старины и древние надписи в разных частях Италии.
Преподавал естественную философию. Профессор падуанского университета.
Был членом падуанской Accademia dei Ricovrati.
Оставил большое количество ценных работ на латыни и на итальянском языке.
Автор лирических стихов и комедий.

## Избранные труды
- «Sertum philosophicum, ex variis scientiae naturalis floribus consertum» (1635),
- «Monumenta Patavina» (1652),
- «Poesie genialt» (1637),
- Chronologia di Reggimenti di Padoua (1666),
- «I marmi eruditi» (1669),
- «De notis Romanorum» (1672);
- «Istoria di Padova» (1678).